# Reine Sosso
Reine Sosso, née Reine Elizabeth Sosso Ekame, est une footballeuse camerounaise évoluant au poste de gardienne de but.

## Biographie
Reine Sosso voit le jour à Douala la capitale économique du Cameroun le 19 mars 1993. Elle s'initie au football et évolue comme footballeuse professionnelle à l'École Franck Rohlicek de Douala. Son équipe remporte le Championnat du Cameroun féminin de football en 2010.

## Carrière
Reine Sosso rejoint l'Équipe du Cameroun féminine de football dirigée par Carl Enow Ngachu, ce qui lui donne accès aux compétitions internationales. Elle fait ainsi partie des Lionnes indomptables du Cameroun aux Jeux olympiques d'été 2012 à Londres au Royaume Uni. Il s'agit de la toute première participation des footballeuses camerounaises au tournoi olympique de football féminin.
Lors du Championnat d'Afrique de football féminin 2012 en Guinée équatoriale, Reine Sosso est également gardienne des buts de l'équipe camerounaise. À la suite de leur victoire contre les footballeuses de l'équipe nationale du Nigéria lors de la petite finale, les Lionnes indomptables remportent la troisième place.